# Kirtachi
Kirtachi este o comună rurală din departamentul Kollo, regiunea Tillabéri, Niger, cu o populație de 24.314 locuitori (2001).